# Dipteretrum perpulchrum
Dipteretrum perpulchrum är en kackerlacksart som först beskrevs av Robert Walter Campbell Shelford 1910.  Dipteretrum perpulchrum ingår i släktet Dipteretrum och familjen småkackerlackor.
Artens utbredningsområde är Tanzania. Inga underarter finns listade i Catalogue of Life.